# جون واتسون بر
جون واتسون بر (بالإنجليزية: John Watson Barr)‏ (و. 1826 – 1907 م) هو محامي، وقاضي من الولايات المتحدة الأمريكية .
وهو عضو في حزب اليمين، والحزب الجمهوري، والحزب الديمقراطي الأمريكي .

## التعليم
تعلم في جامعة ترانسيلفانيا.